# Dominique Gauzin-Müller
Dominique Gauzin-Müller, née le 22 août 1960 à Vincennes, est une architecte et universitaire  française, spécialiste de l'architecture écologique.

## Biographie
Auteur de livres sur la construction en bois, l'architecture écologique et l'aménagement durable des territoires, elle collabore avec plusieurs maisons d'éditions et rédige des essais dans des ouvrages collectifs. Depuis le début des années 1980, Dominique Gauzin-Müller écrit dans plusieurs revues d'architecture européennes : D'Architectures, Techniques et Architecture, Maisons à vivre, Séquences Bois, Architecture intérieure créé, Le Moniteur des travaux publics et du bâtiment, L'Architettura naturale, Deutsche Bauzeitung, Detail, etc. Elle est rédactrice en chef du magazine EcologiK, fondé en 2007, et dédié à l'architecture et à l'urbanisme « éco-responsables ». Elle vit à Stuttgart.
Ses études à l’École d'architecture Paris-Tolbiac se sont passées dans les ateliers de Roland Schweitzer, spécialiste français de l'architecture en bois, et de Marion Tournon-Branly. Elle a obtenu son diplôme en 1984 puis un certificat d’études approfondies sur la construction en bois de la même école en 1985.
Dominique Gauzin-Müller a travaillé quelques années comme architecte, avant de se consacrer essentiellement à l'écriture et à l'enseignement. Elle a donné des cours à l'université de Stuttgart entre 1988 et 1989, puis publié Le bois dans la construction en 1990. Entre 1998 et 2004, Dominique Gauzin-Müller a assuré l'édition du livre Jean Prouvé : œuvre complète en trois volumes par Peter Sulzer. Depuis 1994, elle a organisé plus de quarante voyages d'étude pour des professionnels du bâtiment français en Allemagne et dans le Vorarlberg, notamment pour le conseil national de l’ordre des architectes français et pour le comité national pour le développement du bois (CNDB). En 1997, elle a publié, en allemand, Behnisch & Partner- 50 Jahre Architektur sur l'architecte allemand Günter Behnisch, un ouvrage qui reçut la même année un prix attribué aux cinquante « plus beaux livres d’Allemagne ». En 1999, elle a publié Construire avec le bois, ouvrage pour lequel elle a reçu le Prix Henri Le Même remis par l’Académie d’architecture. La même année, elle a participé au concours pour le collège de Mirecourt avec l'agence Jockers de Stuttgart. Dominique Gauzin-Müller a participé comme co-conceptrice avec Joel Gimbert, architecte à Pornichet, au projet de centre de valorisation énergétique du parc d’activités déchets de l’entreprise Séché-Eco industries à Changé, en Mayenne.
L’Académie d'architecture a remis en 2007 à Dominique Gauzin-Müller le prix Dejean pour des études et recherches sur l’application des principes du développement durable à l’architecture et l’urbanisme.
Parallèlement à ses ouvrages personnels, Dominique Gauzin-Müller a publié des essais dans divers ouvrages collectifs.

### Enseignement
Depuis 1999, Dominique Gauzin-Müller est intervenue dans plusieurs universités européennes, dont celles de Louvain-la-Neuve et à l'ISA Saint-Luc de Wallonie à Tournai (Belgique), Genève (Suisse), Vienne (Autriche), La Corogne (Espagne), Paris-La Villette, Épinal, Rennes, Nancy, Strasbourg. Entre 2004 et 2007, elle est maître-assistante associée à l’École nationale supérieure d'architecture de Nancy dans le domaine des « cultures constructives » où elle participe à un séminaire intitulé « De l’urbanisme durable à l’architecture écologique » et dirige plusieurs ateliers de projet d'habitat écoresponsable. Depuis octobre 2007, elle est maître-assistante associée à l’École nationale supérieure d'architecture de Strasbourg.

### Engagement
En 2018, elle est co-autrice, avec Philippe Madec, également architecte et Alain Bornarel, ingénieur, du manifeste La Frugalité heureuse et créative, et déclare qu'on pourrait construire autrement pour réduire par cinq les consommations d'énergie.

## Distinctions et jury

### Distinction
L’Académie d'architecture a remis en 2007 à Dominique Gauzin-Müller le prix Dejean pour des études et recherches sur l’application des principes du développement durable à l’architecture et l’urbanisme.
Elle reçoit le titre de docteur honoris causa de l'université de Liège en 2023.

### Jury
Elle est jury de nombreux prix dont le prix national de construction bois en 2021.

### Travaux personnels
- Le bois dans la construction, éd. du Moniteur, 1990,  (ISBN 2-281-11117-2)
- Construire avec le bois, éd. du Moniteur, 1999,  (ISBN 2-281-19108-7)
- L'Architecture écologique, éd. du Moniteur, 2001,  (ISBN 2-281-19137-0)
- Vingt-cinq maisons en bois, éd. du Moniteur, 2003,  (ISBN 2-281-19191-5)
- Vingt-cinq maisons écologiques, éd. du Moniteur, 2005,  (ISBN 2-281-19282-2)
- L'Architecture écologique du Vorarlberg, éd. du Moniteur, 2009,  (ISBN 978-2-281-19392-3)
- Behnisch & Partner : 50 Jahre Architektur(de), Ernst & Sohn, 1997,  (ISBN 3-433-02642-4)

#### Traductions
en allemand
- Nachhaltigkeit in Architektur und Städtebau. (Birkhäuser, 2002)  (ISBN 3-7643-6658-3)
- Nachhaltiges Wohnen (Birkhäuser, 2006)  (ISBN 3-7643-7466-7)
- Neue Wohnhäuser aus Holz (Birkhäuser, 2004)  (ISBN 3-7643-7085-8)

en anglais
- Behnisch & Partners (Academy Édition, 1997)  (ISBN 0-471-97746-2)
- Sustainable Architecture and urbanism (Birkhäuser, 2002)  (ISBN 3-7643-6659-1)
- Wood Houses (Birkhäuser, 2004)  (ISBN 3-7643-7077-7)
- Sustainable Living (Birkhäuser, 2006)  (ISBN 978-3-7643-7467-9)

en italien
- I Progetti legno (Utet, 2003)  (ISBN 88-02-06043-6)
- Architettura Sostenible (Edizioni Ambiente, 2003)  (ISBN 88-89014-00-8)
- Case ecologiche (Edizioni Ambiente, 2006)  (ISBN 88-89014-35-0)
- Case in Legno (Edizioni Ambiente, 2007)  (ISBN 978-88-89014-55-4)

en espagnol
- Arquitectura ecológica (Gustavo Gili, 2002)  (ISBN 84-252-1918-3)
- 25 casas ecológicas (Gustavo Gili, 2006)  (ISBN 84-252-2091-2)

en grec
- Οικολογικη Αρχιτεκτονικη (Ktipio, 2003)  (ISBN 960-85836-7-5)
- Μονοκατοικίες Οικολογικές (Ktipio, 2007)  (ISBN 978-960-88427-5-5)

en chinois
- L'Architecture écologique (2008)  (ISBN 978-7-112-09455-4)

### Ouvrages collectifs
- Architecture en terre d'aujourd'hui, MUSEO Editions, 2016 (ISBN 978-2-37375-009-6)
- Architecture méditerranéenne d'aujourd'hui, Dominique Gauzin-Müller et Frédéric Corset pour EnvirobatBDM, MUSEO Éditions, 2016  (ISBN 978-2-37375-015-7)
- Architecture en fibres végétales d'aujourd'hui, MUSEO Editions, 2019  (ISBN 978-2-37375-096-6)
- Manifeste pour une frugalité heureuse, avec Philippe Madec, architecte, et Alain Bornarel, ingénieur [7].

### Articles et contributions
- « Une terre humaine » dans L’architecte e(s)t l’autre
- « Développement durable », L’Architecture et l’Urbanisme
- « Les énergies renouvelables dans le bâtiment », Les Éléments des projets de construction, Neufert 2007
- « L’exemple du Vorarlberg » dans La Maison individuelle
- « L’architecture éco-responsable » dans La Science au présent, 2008
- « Une année d’actualité scientifique et technique », Encyclopædia Universalis, 2008.
- « Le Peuple du bois, postface. Auteurs: Catherine Claude et Pascal Triboulot (photogr. Michel Laurent), Éditions du Signe, 6 mai 2022, 350 p.préface Jean-Luc Sandoz  (ISBN 978-2-746-84207-6)[8],[9].